# Sosibios (Sohn)
Sosibios (altgriechisch Σωσίβιος Sōsíbios) war ein Politiker des ägyptischen Ptolemäerreichs und um 200 v. Chr. Regent des Königs Ptolemaios V. Sein Vater war der Politiker Sosibios.
Während der Regentschaft des Agathokles hatte Sosibios die Stellung eines somatophylax (Leibwächters) des Königs inne. Nach dem Tod seines Vaters beteiligte er sich am Sturz des Agathokles, der das Volk durch Misswirtschaft gegen sich aufgebracht hatte. Gemeinsam mit dem General Tlepolemos stürzte Sosibios den Agathokles und stieg 201 v. Chr. zu einer hohen, aber nicht näher fassbaren Stellung auf (hypomnematographos, „Aufzeichner der Erinnerungen“). Noch im selben Jahr wurde er von Tlepolemos entmachtet und starb vermutlich im selben Jahr.